# Oreodera achatina
Oreodera achatina es una especie de escarabajo de la familia Cerambycidae. Fue descrito por Wilhelm Ferdinand Erichson en 1847 en un espécimen de Perú.